# Eurolanche
Eurolanche – европейский фан-клуб команды НХЛ Колорадо Эвеланш, начавший своё существование в 2007 году как некоммерческий и бесприбыльный проект, основанный на добровольной помощи хоккейных болельщиков. В настоящее время насчитывает более 800 членов из 43 различных стран. Членство в фан-клубе Eurolanche бесплатное и без членских обязанностей. Фан-клуб был основан словацким журналистом Давидом Пуховским, который в настоящее время выполняет роль председателя фан-клуба. Самым главным проектом фан-клуба – организация поездок фанатов из Европы в США, что бы не только смотреть собственными глазами матчи НХЛ.

## История
Фан-клуб Eurolanche начал своё существование 12 августа 2007 года. 2008 год – год первого большого шага, что касается встреч с игроками, а именно с тогдашним вратарем «лавин» из Колорадо – Петером Будайом. На основе инициативы из стороны Петера была в конце 2008 года организована первая поездка членов фан-клуба в США под названием Eurolanche Invasion I. С того времени произошло еще 9 поездок, в которых в общем 54 болельщики смотрели 56 матчей команды из Денвера. В сезону 2017/18 празднуется годовщина – Eurolanche Invasion X.
С 2008 года фан-клуб организует также встречи с тогдашними, настоящими и бывшими игроками Колорадо Эвеланш. Постепенно фанаты имели возможность встречи с игроками как Петер Будай, Пол Штястны, Милан Гейдук, Ян Хейда, Стивн Рейнпрехт, Уве Крупп и Дэвид Айбишер. «Инвазии Евроланш» в Денвер – отдельные истории.
С 2007 года можно насчитать 10 встреч членов Eurolanche, состоявшихся главным образов в Словакии или Чехии.
С 2012 года фан-клуб на своем веб-сайте публикует эксклюзивные интервью с игроками Колорадо, благодаря чему он стал значительным источником информации для других американских и европейских СМИ. Eurolanche стал первым, кто информировал о смерти Марека Сватоша.
В концу 2017 года по случаю 10 годовщины основания фан-клуба была лимитированным тиражом 300 штук в словацком и английском языках опубликована книга с названием «10 лет фан-клуба Eurolanche».

## Фан-клуб в СМИ
НХЛ обозначило фан-клуб Eurolanche крупнейшим фан-клубом команды Колорадо Эвеланш в мире. Фан-клуб был цитирован в известных спортивных СМИ, таких как Altitude TV, Fox 31, CBS Denver, The Hockey News, NBC Sports, NHL.com, ColoradoAvalanche.com, Yahoo Sports, или Denver Post.

## Членство в фан-клубе
Членство бесплатное для любого фаната «лавин» из Колорадо, оно возникает заполнением регистрационного бланка в сайте Eurolanche.com. В фан-клубе также несколько фанатов из России.